# Анно II
Анно II (нем. Anno II.; 1010—4 декабря 1075) — католический святой XI века, архиепископ Кёльнский (1056—1075).

## Биография
Анно II родился в 1010 году. Происходил из швабского дворянского рода и планировал посвятить жизнь военной службе, однако один из родственников склонил его перейти в духовное звание.
Окончив богословское образование в Бамберге, Анно вскоре приобрел такую известность, что император Священной Римской империи Генрих III призвал его ко двору и сделал своим советником и канцлером. Когда после ранней смерти Генриха III супруга его Агнесса де Пуатье приняла регентство по случаю несовершеннолетия пятилетнего сына, сделавшегося впоследствии императором Генрихом IV, и не в силах была давать отпор притязаниям имперских князей и возраставшей папской власти, Анно, после смерти в 1056 году Германа II возведённый в архиепископское звание в городе Кёльне, овладел в 1062 году правлением при содействии архиепископа Адальберта Бременского и Гамбургского, баварского герцога Отто и других князей.
Во время пребывания его в Италии в 1064 году для урегулирования отношений с Ватиканом управление государством перешло в руки Адальберта Бременского, но по смерти последнего и, по желанию Генриха IV, Анно II снова стал во главе правления в марте 1072 года, а уже в декабре того же года Анно сложил с себя государственные дела и удалился от света, проводя большую часть времени в основанном им монастыре на Зигеберге, где и скончался 4 декабря 1075 года.
Заслуги его и чистота жизни как архипастыря, отеческая заботливость о благе епархии и рвение, с которым он вводил преобразования в монастыри и основывал новые, побудили причислить его к лику святых в 1183 году. Память его празднуется 4 декабря.
В начале XX века «Энциклопедический словарь Брокгауза и Ефрона» на своих страницах описал следующий исторический документ, посвящённый Анно II, в таких словах:

«Известная хвалебная песнь, посвященная этому святому, так называемый „Annolied“, была сочинена вскоре после его смерти и не позже начала XII века. Поэтическое произведение это важно как памятник исторических воззрений времени и показывает, в какой незначительный срок история может превратиться в сказания. Во всяком случае основой легенды служит жизнь Анно, но она подверглась развитию в связи с общеисторическими данными. Изложение носит чисто народный характер и привлекательно неподдельным простосердечием тона. Прежнее воззрение Лахмана, по которому песнь написана в 1183 г., так как именно в этом году последовала канонизация, опровергается старинным характером языка и стихосложения; уже задолго до этого года кёльнский епископ считался святым, на что имеются указания в исторических источниках. Лишено основания мнения Гольцмана (в Пфейферовой „Germania“, т. 2-й) о том, что авторами следует считать Лампрехта, создавшего александрийский стих, и Ламберта Герцфельда. Впервые издано было это произведение Опицем (в Данциге, в 1639 г.) по рукописи, ныне затерявшейся, а затем Бецценбергером (в Кведлинбурге, в 1848), Ротом (Мюнхен, 1848) и Керейном (Франкфурт-на-Майне, 1865).»